# Endless Forms Most Beautiful世界巡演
Endless Forms Most Beautiful世界巡演（英語：Endless Forms Most Beautiful World Tour）是芬兰交响金属乐队夜愿为支持其第八张录音室专辑《Endless Forms Most Beautiful》（最美无尽形态）举办的巡回演唱会。
这是主唱芙萝·杨森首次全程参与的巡演，她于2012年底接替安妮特·奥尔森；也是鼓手凯·哈托的首秀，他临时替代因健康问题休团的尤卡·尼维莱宁。

## 背景
乐队于2015年4月至5月巡演美国和加拿大，6月开始在欧洲各大音乐节亮相，包括在芬兰的两场主场演出；9月，乐队参加了巴西传统的里约摇滚音乐节，并增加了拉丁美洲场次；随后10月至11月在欧洲体育馆巡演，最终在伦敦著名的温布利体育馆收官。2016年，乐队1月巡演澳大利亚，2月至3月开启北美第二轮巡演，4月转战亚洲，在俄罗斯和乌克兰短暂巡演后再次参加系列音乐节。
在坦佩雷体育场和温布利体育馆的两场演出被录制为现场DVD《精神载体》，于2016年12月16日发行。
2016年8月20日，在希莫斯公园演出中，夜愿元老贝斯手萨米·万斯凯登台与乐队共同演奏《观星者》，而马可则加入观众互动。 尤卡·尼维莱宁也作为嘉宾回归，接替凯·哈托演奏《最后的旅程》。
这是乐队时隔十五年后再次重返韩国演出，上次还是在《心愿大师世界巡演》期间。

## 反响

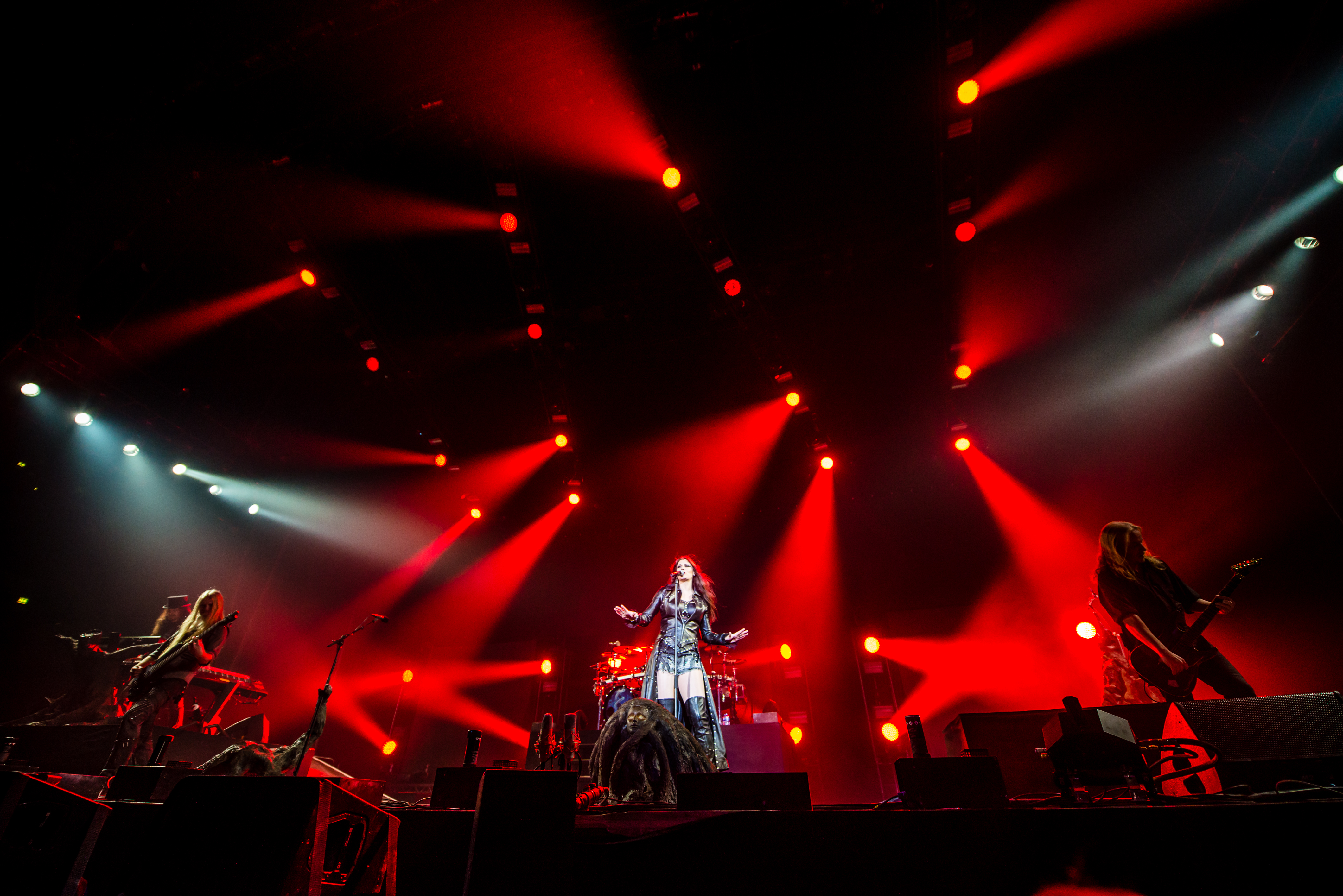
夜愿2015年在奥伯豪森演出。

《V13》的萨曼莎·吴对多伦多场次给予好评。她称赞芙萝·杨森的嗓音和舞台表现力，称其"令人振奋"。她还表扬了加入长期未演的经典曲目如《观星者》，以及马可·希耶塔拉演唱《岛民》的高光时刻。萨曼莎总结说芙萝是乐队的完美人选，希望她能长期留任，并称当晚演出"精彩绝伦"。
《RockRevolt杂志》的阿纳贝尔对洛杉矶希腊剧院的演出给予积极评价。评论指出舞台运用了与专辑主题相符的自然与旅行意象道具。评论者称赞强大的曲目单，提及充满能量的歌曲和优美民谣。特别提到芙萝·杨森的嗓音令人惊叹，其戏剧性表情抢尽风头。评论总结说返场曲目为精彩演出画上"锦上添花"的句号。
《独立报》记者丹·舒特参加了售罄的温布利演出，指出作为视听盛宴，演出遵循了烟花与特效配合重头曲的公式。但他批评个性化不足，不过芙萝的嗓音弥补了这点。

## 曲目单
以下曲目单来自首场纽约哈默斯坦舞厅演出，不代表所有场次。
- "The Greatest Show on Earth "Chapter V: Sea-Worn Driftwood"" (intro)（"地球最伟大的表演 第五章：海蚀浮木" (开场)）
- "Shudder Before the Beautiful"（"美丽之前战栗"）
- "Yours Is an Empty Hope"（"你的希望是虚无"）
- "Amaranth"（"不凋花"）
- "She Is My Sin"（"她是我的原罪"）
- "Endless Forms Most Beautiful"（"最美无尽形态"）
- "My Walden"（"我的瓦尔登"）
- "The Islander"（"岛民"）
- "Élan"（"冲劲"）
- "Weak Fantasy"（"脆弱幻想"）
- "Storytime"（"故事时间"）
- "Nemo"（"无名"）
- "I Want My Tears Back"（"愿泪回流"）
- "Stargazers"（"观星者"）
- "Sleeping Sun"（"沉睡的太阳"）
- "The Greatest Show on Earth (Chapter II and III)"（"地球最伟大的表演（第二、三章）"）

### 返场
- "Ghost Love Score"（"幽灵爱之颂"）
- "Last Ride of the Day"（"最后的旅程"）

## 巡演日程
| 日期           | 城市              | 国家     | 场馆                          | 暖场乐队                         |
| -------------- | ----------------- | -------- | ----------------------------- | -------------------------------- |
| 2015年4月9日   | 纽约市            | 美国     | 哈默斯坦舞厅                  | 军械库乐队 黛蓝乐队              |
| 2015年4月10日  | 费城              | 美国     | 电子工厂                      | 军械库乐队 黛蓝乐队              |
| 2015年4月11日  | 伍斯特            | 美国     | 帕拉迪姆                      | 军械库乐队 黛蓝乐队              |
| 2015年4月13日  | 魁北克市          | 加拿大   | 国会厅                        | 军械库乐队 黛蓝乐队              |
| 2015年4月14日  | 多伦多            | 加拿大   | 凤凰音乐厅                    | 军械库乐队 黛蓝乐队              |
| 2015年4月16日  | 布法罗            | 美国     | 镇舞厅                        | 军械库乐队 黛蓝乐队              |
| 2015年4月17日  | 克利夫兰          | 美国     | 阿格拉剧院                    | 军械库乐队 黛蓝乐队              |
| 2015年4月18日  | 芝加哥            | 美国     | 协和音乐厅                    | 军械库乐队 黛蓝乐队              |
| 2015年4月19日  | 克莱夫            | 美国     | 七旗中心                      | 军械库乐队 黛蓝乐队              |
| 2015年4月21日  | 丹佛              | 美国     | 奥格登剧院                    | 军械库乐队 黛蓝乐队              |
| 2015年4月22日  | 盐湖城            | 美国     | 场馆内                        | 军械库乐队 黛蓝乐队              |
| 2015年4月24日  | 斯波坎            | 美国     | 编织工厂                      | 军械库乐队 黛蓝乐队              |
| 2015年4月25日  | 温哥华            | 加拿大   | 奥芬剧院                      | 军械库乐队 黛蓝乐队              |
| 2015年4月26日  | 波特兰            | 美国     | 水晶舞厅                      | 军械库乐队 黛蓝乐队              |
| 2015年4月28日  | 旧金山            | 美国     | 沃菲尔德剧院                  | 军械库乐队 黛蓝乐队              |
| 2015年4月30日  | 拉斯维加斯        | 美国     | 蓝调之屋                      | 军械库乐队 黛蓝乐队              |
| 2015年5月1日   | 洛杉矶            | 美国     | 希腊剧院                      | 军械库乐队 黛蓝乐队              |
| 2015年5月2日   | 坦佩              | 美国     | 侯爵剧院                      | 军械库乐队 黛蓝乐队              |
| 2015年5月3日   | 埃尔帕索          | 美国     | 诡瀑俱乐部                    | 军械库乐队 黛蓝乐队              |
| 2015年5月5日   | 达拉斯            | 美国     | 炸弹工厂                      | 军械库乐队 黛蓝乐队              |
| 2015年5月6日   | 休斯顿            | 美国     | 现场仓库                      | 军械库乐队 黛蓝乐队              |
| 2015年5月8日   | 奥兰多            | 美国     | 蓝调之屋                      | 军械库乐队 黛蓝乐队              |
| 2015年5月9日   | 劳德代尔堡        | 美国     | 革命俱乐部                    | 军械库乐队 黛蓝乐队              |
| 2015年5月11日  | 纳什维尔          | 美国     | 马拉松音乐工厂                | 军械库乐队 黛蓝乐队              |
| 2015年5月12日  | 路易维尔          | 美国     | 博览五号                      | 军械库乐队 黛蓝乐队              |
| 2015年5月13日  | 夏洛特            | 美国     | 夏洛特菲尔莫尔                | 军械库乐队 黛蓝乐队              |
| 2015年5月14日  | 银泉              | 美国     | 银泉菲尔莫尔                  | 军械库乐队 黛蓝乐队              |
| 2015年6月6日   | 约恩苏            | 芬兰     | 劳鲁林内                      | 博多姆之子 失眠症乐队 北极奏鸣曲 |
| 2015年6月8日   | 图尔库            | 芬兰     | MS波罗的海公主号              | 博多姆之子 失眠症乐队 北极奏鸣曲 |
| 2015年6月9日   | 图尔库            | 芬兰     | MS波罗的海公主号              | 博多姆之子 失眠症乐队 北极奏鸣曲 |
| 2015年6月13日  | 尼克尔斯多夫      | 奥地利   | 潘诺尼亚原野II                | 不適用                           |
| 2015年6月14日  | 班斯卡-比斯特里察 | 斯洛伐克 | 圆形剧场                      | 不適用                           |
| 2015年6月19日  | 欣维尔            | 瑞士     | 高速公路环岛                  | 不適用                           |
| 2015年6月21日  | 克利松            | 法国     | 莫因河谷                      | 不適用                           |
| 2015年7月12日  | 维佐维采          | 捷克     | R·耶利内克酒厂园区            | 不適用                           |
| 2015年7月15日  | 布达佩斯          | 匈牙利   | 裴多菲厅                      | 不適用                           |
| 2015年7月23日  | 巴塞罗那          | 西班牙   | 坎萨姆公园                    | 不適用                           |
| 2015年7月25日  | 奥卢              | 芬兰     | 库西萨里岛                    | 不適用                           |
| 2015年7月31日  | 坦佩雷            | 芬兰     | 坦佩雷体育场                  | 北极奏鸣曲 博多姆之子            |
| 2015年8月8日   | 科特赖克          | 比利时   | 朗格蒙特体育园区              | 不適用                           |
| 2015年8月9日   | 希尔德斯海姆      | 德国     | 希尔德斯海姆-德里斯彭斯特机场 | 不適用                           |
| 2015年8月15日  | 丁克尔斯比尔      | 德国     | 丁克尔斯比尔航空俱乐部机场    | 不適用                           |
| 2015年8月29日  | 特隆赫姆          | 挪威     | 斯维雷斯堡竞技场              | 塞壬乐队                         |
| 2015年9月23日  | 福塔莱萨          | 巴西     | 海龙露天剧场                  | 小丑杰克                         |
| 2015年9月25日  | 里约热内卢        | 巴西     | 摇滚之城                      | 不適用                           |
| 2015年9月26日  | 圣保罗            | 巴西     | 汇丰大厅                      | 不適用                           |
| 2015年9月27日  | 库里蒂巴          | 巴西     | 大师厅                        | 不適用                           |
| 2015年9月29日  | 阿雷格里港        | 巴西     | 观点俱乐部                    | 不適用                           |
| 2015年10月2日  | 布宜诺斯艾利斯    | 阿根廷   | 月神公园体育馆                | 布迪卡                           |
| 2015年10月4日  | 圣地亚哥          | 智利     | 考波利坎剧院                  | 卡特琳娜·尼克斯                  |
| 2015年10月6日  | 利马              | 秘鲁     | 圣马科斯体育场                | 黛蓝乐队                         |
| 2015年10月8日  | 基多              | 厄瓜多尔 | 缆车站                        | 黛蓝乐队                         |
| 2015年10月10日 | 波哥大            | 哥伦比亚 | 皇家中心剧院                  | 黛蓝乐队                         |
| 2015年10月13日 | 蒙特雷            | 墨西哥   | 舞台竞技场                    | 黛蓝乐队                         |
| 2015年10月14日 | 墨西哥城          | 墨西哥   | 大都会剧院                    | 黛蓝乐队                         |
| 2015年10月15日 | 墨西哥城          | 墨西哥   | 大都会剧院                    | 黛蓝乐队                         |
| 2015年10月17日 | 瓜达拉哈拉        | 墨西哥   | 戴安娜剧院                    | 黛蓝乐队                         |
| 2015年11月13日 | 埃斯波            | 芬兰     | 巴罗纳竞技场                  | 黑色野兽                         |
| 2015年11月15日 | 斯德哥尔摩        | 瑞典     | 竞技场                        | 不定形物                         |
| 2015年11月16日 | 哥本哈根          | 丹麦     | 猎鹰剧场                      | 大敌乐队 不定形物                |
| 2015年11月18日 | 汉堡              | 德国     | 巴克莱卡竞技场                | 大敌乐队 不定形物                |
| 2015年11月19日 | 阿姆斯特丹        | 荷兰     | 喜力音乐厅                    | 大敌乐队 不定形物                |
| 2015年11月20日 | 阿姆斯特丹        | 荷兰     | 喜力音乐厅                    | 大敌乐队 不定形物                |
| 2015年11月21日 | 奥伯豪森          | 德国     | 国王啤酒竞技场                | 大敌乐队 不定形物                |
| 2015年11月23日 | 里昂              | 法国     | 托尼·加尼尔大厅               | 大敌乐队 不定形物                |
| 2015年11月25日 | 巴黎              | 法国     | 贝尔西体育馆                  | 大敌乐队 不定形物                |
| 2015年11月26日 | 图卢兹            | 法国     | 天顶剧场                      | 大敌乐队 不定形物                |
| 2015年11月28日 | 巴塞尔            | 瑞士     | 圣雅各布公园体育馆            | 大敌乐队 不定形物                |
| 2015年11月29日 | 博洛尼亚          | 意大利   | 联合信贷竞技场                | 大敌乐队 不定形物                |
| 2015年12月1日  | 慕尼黑            | 德国     | 天顶剧场                      | 大敌乐队 不定形物                |
| 2015年12月3日  | 斯图加特          | 德国     | 汉斯-马丁-施莱尔大厅          | 大敌乐队 不定形物                |
| 2015年12月4日  | 法兰克福          | 德国     | 世纪大厅                      | 大敌乐队 不定形物                |
| 2015年12月5日  | 纽伦堡            | 德国     | 纽伦堡竞技场                  | 大敌乐队 不定形物                |
| 2015年12月7日  | 布拉格            | 捷克     | Tipsport竞技场                | 大敌乐队 不定形物                |
| 2015年12月8日  | 维也纳            | 奥地利   | 维也纳体育馆                  | 大敌乐队 不定形物                |
| 2015年12月10日 | 布加勒斯特        | 罗马尼亚 | 罗姆展览中心                  | 大敌乐队 不定形物                |
| 2015年12月12日 | 布达佩斯          | 匈牙利   | 拉斯洛·帕普体育竞技场         | 大敌乐队 不定形物                |
| 2015年12月14日 | 莱比锡            | 德国     | 莱比锡竞技场                  | 大敌乐队 不定形物                |
| 2015年12月15日 | 柏林              | 德国     | 马克斯-施梅林大厅             | 大敌乐队 不定形物                |
| 2015年12月16日 | 埃施-sur-阿尔泽特 | 卢森堡   | 摇滚大厅                      | 大敌乐队 不定形物                |
| 2015年12月17日 | 安特卫普          | 比利时   | 乐透竞技场                    | 大敌乐队 不定形物                |
| 2015年12月19日 | 伦敦              | 英格兰   | 温布利体育馆                  | 大敌乐队 不定形物                |

| 日期          | 城市             | 国家     | 场馆                      | 暖场乐队                              |
| ------------- | ---------------- | -------- | ------------------------- | ------------------------------------- |
| 2016年1月6日  | 布里斯班         | 澳大利亚 | 蒂沃利剧院                | 塔贝拉 航海家乐队                     |
| 2016年1月9日  | 悉尼             | 澳大利亚 | 恩摩尔剧院                | 塔贝拉 航海家乐队                     |
| 2016年1月11日 | 墨尔本           | 澳大利亚 | 论坛剧院                  | 塔贝拉 航海家乐队                     |
| 2016年1月13日 | 阿德莱德         | 澳大利亚 | 总部综合体                | 塔贝拉 航海家乐队                     |
| 2016年1月15日 | 弗里曼特尔       | 澳大利亚 | 国王剧院                  | 塔贝拉 航海家乐队                     |
| 2016年1月18日 | 新加坡           | 新加坡   | 硬石酒店                  | 不適用                                |
| 2016年2月19日 | 塞雷维尔         | 美国     | 星光舞厅                  | 北极奏鸣曲 黛蓝乐队                   |
| 2016年2月20日 | 哈特福德         | 美国     | 韦伯斯特剧院              | 北极奏鸣曲 黛蓝乐队                   |
| 2016年2月21日 | 蒙特利尔         | 加拿大   | 大都会大厅                | 北极奏鸣曲 黛蓝乐队                   |
| 2016年2月22日 | 伦敦             | 加拿大   | 音乐厅                    | 北极奏鸣曲 黛蓝乐队                   |
| 2016年2月24日 | 匹兹堡           | 美国     | 卡内基图书馆              | 北极奏鸣曲 黛蓝乐队                   |
| 2016年2月25日 | 哥伦布           | 美国     | 生活方式社区展馆          | 北极奏鸣曲 黛蓝乐队                   |
| 2016年2月26日 | 皇家橡树         | 美国     | 皇家橡树音乐剧院          | 北极奏鸣曲 黛蓝乐队                   |
| 2016年2月27日 | 密尔沃基         | 美国     | 狂欢俱乐部                | 北极奏鸣曲 黛蓝乐队                   |
| 2016年2月29日 | 明尼阿波利斯     | 美国     | 第一大道俱乐部            | 北极奏鸣曲 黛蓝乐队                   |
| 2016年3月1日  | 温尼伯           | 加拿大   | 伯顿·卡明斯剧院           | 北极奏鸣曲 黛蓝乐队                   |
| 2016年3月2日  | 萨斯卡通         | 加拿大   | 奥布莱恩活动中心          | 北极奏鸣曲 黛蓝乐队                   |
| 2016年3月3日  | 埃德蒙顿         | 加拿大   | 弗朗西斯·温斯皮尔音乐中心 | 北极奏鸣曲 黛蓝乐队                   |
| 2016年3月5日  | 卡尔加里         | 加拿大   | 麦凯文大厅                | 北极奏鸣曲 黛蓝乐队                   |
| 2016年3月6日  | 米苏拉           | 美国     | 威尔玛剧院                | 北极奏鸣曲 黛蓝乐队                   |
| 2016年3月7日  | 西雅图           | 美国     | 演艺盒                    | 北极奏鸣曲 黛蓝乐队                   |
| 2016年3月10日 | 里诺             | 美国     | 卡戈舞厅                  | 北极奏鸣曲 黛蓝乐队                   |
| 2016年3月11日 | 圣何塞           | 美国     | 城市国家礼堂              | 北极奏鸣曲 黛蓝乐队                   |
| 2016年3月12日 | 阿纳海姆         | 美国     | 城市国家丛林              | 北极奏鸣曲 黛蓝乐队                   |
| 2016年3月14日 | 图森             | 美国     | 里亚托剧院                | 北极奏鸣曲 黛蓝乐队                   |
| 2016年3月15日 | 科罗拉多斯普林斯 | 美国     | 城市礼堂                  | 北极奏鸣曲 黛蓝乐队                   |
| 2016年3月16日 | 堪萨斯城         | 美国     | 上城剧院                  | 北极奏鸣曲 黛蓝乐队                   |
| 2016年3月18日 | 俄克拉荷马城     | 美国     | 钻石舞厅                  | 北极奏鸣曲 黛蓝乐队                   |
| 2016年3月19日 | 圣安东尼奥       | 美国     | 阿兹特克剧院              | 北极奏鸣曲 黛蓝乐队                   |
| 2016年3月20日 | 新奥尔良         | 美国     | 市政中心                  | 北极奏鸣曲 黛蓝乐队                   |
| 2016年3月21日 | 伯明翰           | 美国     | 钢铁现场                  | 北极奏鸣曲 黛蓝乐队                   |
| 2016年3月23日 | 坦帕             | 美国     | 丽兹俱乐部                | 北极奏鸣曲 黛蓝乐队                   |
| 2016年4月12日 | 北京             | 中国     | M区中心                   | 不適用                                |
| 2016年4月14日 | 上海             | 中国     | 浅水湾文化艺术中心        | 不適用                                |
| 2016年4月16日 | 台北             | 台湾     | 北科大礼堂                | 不適用                                |
| 2016年4月17日 | 香港             | 香港     | Kitec圆形中心             | 不適用                                |
| 2016年4月19日 | 东京             | 日本     | Ex剧场                    | 不適用                                |
| 2016年4月21日 | 大阪             | 日本     | 大猫俱乐部                | 不適用                                |
| 2016年4月22日 | 东京             | 日本     | AgeHa俱乐部               | 不適用                                |
| 2016年5月15日 | 叶卡捷琳堡       | 俄罗斯   | DIVS竞技场                | 不適用                                |
| 2016年5月18日 | 沃罗涅日         | 俄罗斯   | 活动大厅                  | 不適用                                |
| 2016年5月20日 | 莫斯科           | 俄罗斯   | 克洛库斯城大厅            | 不適用                                |
| 2016年5月22日 | 基辅             | 乌克兰   | 体育宫                    | 不適用                                |
| 2016年5月24日 | 圣彼得堡         | 俄罗斯   | 尤比列尼体育馆            | 不適用                                |
| 2016年5月27日 | 慕尼黑           | 德国     | 奥林匹克体育场            | 不適用                                |
| 2016年5月28日 | 多特蒙德         | 德国     | 威斯特法伦大厅            | 不適用                                |
| 2016年6月1日  | 科希策           | 斯洛伐克 | 火车头体育场              | 年鉴                                  |
| 2016年6月3日  | 比尔森           | 捷克     | 洛霍廷圆形剧场            | 不適用                                |
| 2016年6月5日  | 维也纳           | 奥地利   | 多瑙岛                    | 不適用                                |
| 2016年6月8日  | 罗马             | 意大利   | 卡潘内勒赛马场            | 不適用                                |
| 2016年6月10日 | 因特拉肯         | 瑞士     | 因特拉肯空军基地          | 不適用                                |
| 2016年6月12日 | 莱斯特郡         | 英格兰   | 多宁顿公园                | 不適用                                |
| 2016年6月18日 | 德塞尔           | 比利时   | 波尔唐                    | 不適用                                |
| 2016年6月30日 | 塞伊奈约基       | 芬兰     | 特纳万萨里                | 不適用                                |
| 2016年7月2日  | 北雪平           | 瑞典     | 布拉瓦拉飞行联队          | 不適用                                |
| 2016年8月6日  | 蒙特利尔         | 加拿大   | 让-德拉波公园             | 不適用                                |
| 2016年8月20日 | 耶姆赛           | 芬兰     | 希莫斯公园                | 大敌乐队 黛蓝乐队 北极奏鸣曲 寂静乐队 |
| 2016年8月26日 | 斯特拉申钦       | 波兰     | 体育场                    | 不適用                                |
| 2016年9月3日  | 哈维若夫         | 捷克     | 城市体育馆园区            | 不適用                                |
| 2016年9月8日  | 里斯本           | 葡萄牙   | 里斯本斗牛场              | 坎迪亚                                |
| 2016年9月10日 | 马德里           | 西班牙   | 巴克莱卡中心              | 炼金术                                |
| 2016年9月12日 | 曼图亚           | 意大利   | 巴姆宫                    | 节制乐队                              |
| 2016年9月14日 | 索菲亚           | 保加利亚 | 阿梅克斯竞技场            | 不適用                                |
| 2016年10月2日 | 首尔             | 韩国     | 三星蓝方块                | 不適用                                |
| 2016年10月5日 | 深圳             | 中国     | A8音樂大廈                | 不適用                                |
| 2016年10月7日 | 上海             | 中国     | QSW文化中心               | 不適用                                |
| 2016年10月9日 | 东京             | 日本     | 埼玉超级竞技场            | 不適用                                |

取消场次
| 原定日期     | 城市   | 国家 | 场馆           |
| ------------ | ------ | ---- | -------------- |
| 2016年3月8日 | 博伊西 | 美国 | 编织工厂俱乐部 |

## 演出人员
- 芙萝·杨森(Floor Jansen) - 女主唱
- 托马斯·霍洛帕(Tuomas Holopainen) - 键盘
- 安普·沃里宁(Emppu Vuorinen) - 吉他
- 凯·哈托(Kai Hahto) - 鼓手
- 马可·希耶塔拉(Marko Hietala) - 贝斯/男声
- 特洛伊·多诺克利(Troy Donockley) - 爱尔兰风笛/锡哨/附加人声和吉他

特邀音乐人
- 托尼·卡科(Tony Kakko) - 在2015年里约摇滚音乐节为《岛民》和《最后的旅程》献声
- 理查德·道金斯(Richard Dawkins) - 在温布利体育馆为《地球最伟大的表演》现场旁白
- 萨米·万斯凯(Sami Vänskä) - 在希莫斯公园为《观星者》担任客座贝斯手
- 尤卡·尼维莱宁(Jukka Nevalainen) - 在希莫斯公园为《最后的旅程》担任客座鼓手

巡演制作团队
- 巴斯蒂·杜尔曼(Basty Duellmann) - 巡演经理
- 罗杰·史密斯(Roger Smith) - 巡演经理(北美/亚洲)
- 维勒·利皮艾宁(Ville Lipiäinen) - 摄影指导/剪辑(精神载体)
- 米科·林纳沃里(Mikko Linnavuori) - 舞台设计/屏幕视频内容
- 埃罗·海勒(Eero Helle) - 舞台制作/设计/特效/灯光
- 马尔库·阿尔托(Markku Aalto) - 舞台制作/设计/特效/烟火师
- 泰穆·科伊维斯托宁(Teemu Koivistoinen) - 助理烟火师
- 安蒂·托伊维艾宁(Antti Toiviainen) - 吉他技师
- 乌尔里希·魏茨(Ulrich Weitz) - 鼓技师
- 基莫·阿霍拉(Kimmo Ahola) - 音响工程师
- 玛雅·布林克(Marja Brink) - 杨森的化妆师和发型师
- 恩里科·卡罗恰克(Enrico Karolczak) - 预订代理
- 康斯坦丁·贝列夫(Konstantin Byleev) - 巡演推广人(俄罗斯/乌克兰)
- 阿基·伦科(Aki Rönkkö) - 监听工程师
- 安迪·科平(Andy Copping) - 预订
- 维勒·瓦尔罗斯(Ville Wahlroos) - 灯光